# Ћелави ибис
Ћелави ибис, Сјеверни ћелави ибис или ћелави ражањ (лат. Geronticus eremita) врста је птице из породице ибиса. Ћелави ибис је данас једна од најугроженијих врста птица у свијету.

## Опис
Ћелави ибис је птица средње величине, која достиже масу од 1-1,5 кг и има распон крила од 125 цм. Има црно перје које код одраслих птица на Сунчевом свјетлу рефлектује зелени и љубичасти одсјај. Одрасли примјерци имају интензивно црвено и розе обојене кожне дијелове кљуна, ногу и главе која је неоперјана до приједела базе лобање. Пера у појасу првих вратних пршљенова су нешто издуженија, због чега се стиче утисак као да имају ћубу. Сполни диморфизам код ове врсте није изражен. Птице полно сазријевају са 3-5 година старости. Гнијезде се у колонијама, а досадашња посматрања указују на то да јединке у колонији нису нужно моногамне.

## Распрострањеност
Ћелави ибис је птица која је насељавала већи дио европског континента до седамнаестог вијека, када је због прекомјерног лова истријебљена са многих до тада уобичајених станишта. Нешто преосталих популација је у даљем периоду доведено до тачке изумирања изазваних људском експлоатацијом њихових станишта, употребом пестицида и криволовом. Историјски подаци говоре о популацијама које су се одржавале до почетка двадесетог вијека и насељавале европске Алпе, дијелове сјеверне Африке и поједине области средњеисточног азијског континента. Захваљујући људском дјеловању дошло је до значајног пада бројности, па је истраживање које је обављено 2004. године показало да су у природи преостале само двије мање дивље популације ћелавог ибиса, од којих је 95% јединки забиљежено у Мароку, а остатак у Тунису.
Крајем 2022. године једна женка ове птице уочена је у Хрватској.
| Популација | Дужина мушке јединке | Дужина женске јединке |
| ---------- | -------------------- | --------------------- |
| Мароко     | 141,1 mm (5,56 in)   | 133,5 mm (5,26 in)    |
| Турска     | 129,0 mm (5,08 in)   | 123,6 mm (4,87 in)    |

### Станиште
За разлику од осталих сродника из породице ибиса, ћелави ибис није птица влажних станишта. Преферира сухе, полупустињске рељефе, травната станишта, а за гнијезда најчешће бира шупљине у стијенама. Занимљиво је истаћи да одмах по полагању јаја, љуска има блиједоплаву боју, а одмицањем инкубације која траје 24-25 дана, боја љуске се мијења у смеђу. Младунци се осамостаљују након 50 дана.

## Исхрана
Хране се првенствено глистама и инсектима. Закривљен кљун је одлична анатомска предиспозиција за такав вид избора плијена који подразумијева превртање слојева земље, завлачење кљуна у плитке подземне канале гдје се налазе глисте, ситни рептили, ларве инсеката и глодари.